# Then onde wachtar ther fast uppå
Then onde wachtar ther fast uppå är en psalmtext som bygger på Psaltaren 37. Texten troligen översatt till svenska av Olaus Petri eller, enligt Högmarck (1736), hans bror Laurentius Petri Nericius . Någon originaltitel anges inte.
Melodin finns publicerad i Teutsch Kirchenampt, en koralbok från 1525, tryckt i två delar i Strassburg.

## Publicerad i
- Swenske Songer eller wisor 1536 med titeln Then onde wactar ther nogh vppå under rubriken "Then psalmen Noli emularti i tree songer delat".[2]
- 1572 års psalmbok med titeln THen onde wachtar ther fast uppå under rubriken "Någhra Davidz Psalmer".[3]
- 1695 års psalmbok som nummer 49 under rubriken "Konung Davids Psalmer"